# Corrodopsylla
Corrodopsylla är ett släkte av loppor. Corrodopsylla ingår i familjen mullvadsloppor.
Kladogram enligt Catalogue of Life:
| Corrodopsylla | \| \| Corrodopsylla barrerai \| \| \| \| \| \| Corrodopsylla birulai \| \| \| \| \| \| Corrodopsylla curvata \| \| \| \| \| \| Corrodopsylla hamiltoni \| \| \| \| |
|               | \| \| Corrodopsylla barrerai \| \| \| \| \| \| Corrodopsylla birulai \| \| \| \| \| \| Corrodopsylla curvata \| \| \| \| \| \| Corrodopsylla hamiltoni \| \| \| \| |
|               | Corrodopsylla barrerai |
|               | |
|               | Corrodopsylla birulai |
|               | |
|               | Corrodopsylla curvata |
|               | |
|               | Corrodopsylla hamiltoni |
|               | |